# Facilitação
Facilitação em ecologia é o processo pelo qual o estabelecimento de uma espécie pioneira em determinado ambiente altera as condições ambientais de tal forma a permitir ou favorecer o desenvolvimento de uma espécie mais tardia na escala sucessional. Esta interação é benéfica para a espécie tardia, mas pode acarretar na substituição da espécie pioneira.